# Paul Delecroix
Paul Delecroix, né le 14 octobre 1988 à Amiens en France, est un footballeur français qui évolue au poste de gardien de but au Dijon FCO.

## Biographie
Paul Delecroix est le fils de Jean-Louis Delecroix, ancien joueur de l’Amiens Sporting Club Football durant les années 1970. Dès l'âge de 3 ans, il commence à jouer au football avec son grand frère âgé de deux ans de plus que lui, il prend sa première licence à 4 ans et demi, au Conty Lœuilly SC, dans un petit village de la Somme à Conty. Il commence à ses débuts à jouer en tant qu'attaquant; il est surclassé dans l'équipe de son frère où il manquait un gardien de but. Jeune, il pratique également la gymnastique et le judo.
Il rejoint l'Amiens SC, club de sa ville natale à l'âge de neuf ans et y effectue toute sa formation.

### Amiens SC
Il fait ses débuts dans l'équipe première d'Amiens SC lors de la saison 2008-2009 et y signe son premier contrat professionnel le 25 mars 2009.
Durant trois saisons, il aura le rôle de doublure, notamment de Sébastien Chabbert, Benoît Benvegnu puis de Landry Bonnefoi.

### Chamois niortais
N'arrivant pas à s'imposer, il est prêté lors de la saison 2011-2012 aux Chamois niortais, évoluant en National. Les Chamois niortais sont promus à la fin de la saison en Ligue 2, finissant deuxièmes derrière le Nîmes Olympique , alors que son club formateur, le Amiens SC effectue le chemin inverse. Il est alors transféré définitivement et signe un contrat le liant jusqu'en juin 2016 au club de Niort. Il commence la saison 2012-2013 gêné par des blessures à l'épaule et se retrouve en concurrence avec Rodolphe Roche.
Lors de la saison 2013-2014, après avoir retrouvé sa place de titulaire, son équipe lutte pour la montée en Ligue 1, mais les Chamois finissent finalement cinquième à l'issue de la saison,. Aux termes des saisons 2014-2015 et 2015-2016, il est élu meilleur gardien de Ligue 2 par le magazine France Football,. Non-nommé aux Trophées UNFP 2016, Régis Brouard, son entraîneur s'étonne de cette anormalité. Selon lui, c'est une incompréhension, Paul Delecroix faisant partie des trois meilleurs gardiens de Ligue 2.

### FC Lorient
Le 24 mai 2016, en fin de contrat, il rejoint le FC Lorient et la Ligue 1, pour y assurer le rôle de doublure de Benjamin Lecomte. Il joue son premier match lors d'un match de Coupe de la Ligue en octobre 2016 avant d'être titulaire en championnat le mois suivant après la blessure du gardien numéro un. Il dispute son premier match de Ligue 1 le 18 novembre 2016 lors de la réception de l'AS Monaco (13e journée, défaite 0-3). La semaine suivante, il encaisse de nouveau trois buts face au FC Metz (14e journée, 3-3).
Le 23 juillet 2018, le club annonce la résiliation de son contrat d'un commun accord.

### FC Metz
Au lendemain de sa résiliation de contrat avec Lorient, il s'engage avec le FC Metz jusqu'au 30 juin 2019. Lors de la saison 2018-2019, il est la doublure d'Alexandre Oukidja. Néanmoins, il est titulaire lors des matchs de Coupe de France et de Coupe de la Ligue. Il entre en jeu face aux Chamois niortais le 15 mars 2019 (29e journée, victoire 0-3) pour sa seule apparition en championnat de la saison. Au terme de la saison, le FC Metz est sacré champion de Ligue 2.
Toujours doublure d'Oukidja, il le supplée le 4 décembre 2019 face au Stade rennais lorsqu'il est victime d'une commotion cérébrale à la suite d'un choc avec Eduardo Camavinga (16e journée, défaite 0-1). Trois jours, plus tard, il est ainsi titulaire pour le déplacement à Nice (17e journée, défaite 4-1).
Le 12 juin 2020, alors que le championnat est suspendu à cause de la pandémie de Covid-19, son contrat est prolongé d'une année supplémentaire. Devenu numéro 3 dans la hiérarchie à la suite de l'arrivée de Marc-Aurèle Caillard, Il est libéré de celui-ci le 13 janvier 2021 afin de pouvoir s'engager librement à Annecy, pensionnaire de National 1.

### FC Annecy
Le 13 janvier 2021, Paul Delecroix signe un contrat de 6 mois avec le FC Annecy, un club promu en National alors en position de relégable. Après quatre saisons en tant que gardien remplaçant, il retrouve l'expérience d'être numéro 1 à ce poste. Il contribue de manière significative au maintien du club savoyard en réalisant notamment huit clean sheets en dix-sept matchs. Il quitte le club à la fin de son contrat, le 31 mai 2021.

### LB Châteauroux
Le 17 juin 2021, Paul Delecroix s'engage pour deux saisons avec La Berrichonne de Châteauroux.

### Chamois niortais
Sept ans après son départ, le 7 juillet 2023, les Chamois niortais annoncent le retour de Paul Delecroix au club. Il signe un contrat d'une durée d'un an avec l'équipe de National.

## Statistiques
| Saison                | Club                       | Championnat           | Championnat | Championnat | Championnat | Coupe nationale | Coupe nationale | Coupe nationale | Coupe de la Ligue | Coupe de la Ligue | Coupe de la Ligue | Total | Total | Total |
| Saison                | Club                       | Division              | M.          | B.          | P.d.        | M.              | B.              | P.d.            | M.                | B.                | P.d.              | M.    | B.    | P.d.  |
| 2008-2009             | Amiens SC                  | Ligue 2               | 2           | 0           | 0           | 1               | 0               | 0               | -                 | -                 | -                 | 3     | 0     | 0     |
| 2009-2010             | Amiens SC                  | National              | 2           | 0           | 0           | 3               | 0               | 0               | -                 | -                 | -                 | 5     | 0     | 0     |
| 2010-2011             | Amiens SC                  | National              | 2           | 0           | 0           | 5               | 0               | 0               | 1                 | 0                 | 0                 | 8     | 0     | 0     |
| Sous-total            | Sous-total                 | Sous-total            | 6           | 0           | 0           | 9               | 0               | 0               | 1                 | 0                 | 0                 | 16    | 0     | 0     |
| 2011-2012             | Chamois niortais FC (prêt) | National              | 38          | 0           | 0           | -               | -               | -               | -                 | -                 | -                 | 38    | 0     | 0     |
| 2012-2013             | Chamois niortais FC        | Ligue 2               | 11          | 0           | 0           | -               | -               | -               | 1                 | 0                 | 0                 | 12    | 0     | 0     |
| 2013-2014             | Chamois niortais FC        | Ligue 2               | 37          | 0           | 0           | 3               | 0               | 0               | -                 | -                 | -                 | 40    | 0     | 0     |
| 2014-2015             | Chamois niortais FC        | Ligue 2               | 36          | 0           | 0           | 1               | 0               | 0               | -                 | -                 | -                 | 37    | 0     | 0     |
| 2015-2016             | Chamois niortais FC        | Ligue 2               | 33          | 0           | 0           | 1               | 0               | 0               | 1                 | 0                 | 0                 | 35    | 0     | 0     |
| Sous-total            | Sous-total                 | Sous-total            | 155         | 0           | 0           | 5               | 0               | 0               | 2                 | 0                 | 0                 | 162   | 0     | 0     |
| 2016-2017             | FC Lorient                 | Ligue 1               | 7           | 0           | 0           | -               | -               | -               | 1                 | 0                 | 0                 | 8     | 0     | 0     |
| 2017-2018             | FC Lorient                 | Ligue 2               | 2           | 0           | 0           | -               | -               | -               | -                 | -                 | -                 | 2     | 0     | 0     |
| Sous-total            | Sous-total                 | Sous-total            | 9           | 0           | 0           | 0               | 0               | 0               | 1                 | 0                 | 0                 | 10    | 0     | 0     |
| 2018-2019             | FC Metz                    | Ligue 2               | 1           | 0           | 0           | 5               | 0               | 0               | 3                 | 0                 | 0                 | 9     | 0     | 0     |
| 2019-2020             | FC Metz                    | Ligue 1               | 2           | 0           | 0           | 1               | 0               | 0               | 1                 | 0                 | 0                 | 4     | 0     | 0     |
| Sous-total            | Sous-total                 | Sous-total            | 3           | 0           | 0           | 6               | 0               | 0               | 4                 | 0                 | 0                 | 13    | 0     | 0     |
| 2020-2021             | FC Annecy                  | National              | 17          | 0           | 0           | -               | -               | -               | -                 | -                 | -                 | 17    | 0     | 0     |
| 2021-2022             | LB Châteauroux             | National              | 32          | 0           | 0           | 1               | 0               | 0               | -                 | -                 | -                 | 33    | 0     | 0     |
| 2022-2023             | LB Châteauroux             | National              | 30          | 0           | 0           | 2               | 0               | 0               | -                 | -                 | -                 | 32    | 0     | 0     |
| Sous-total            | Sous-total                 | Sous-total            | 62          | 0           | 0           | 3               | 0               | 0               | 0                 | 0                 | 0                 | 65    | 0     | 0     |
| 2023-2024             | Chamois niortais FC        | National              | 34          | 0           | 0           | -               | -               | -               | -                 | -                 | -                 | 34    | 0     | 0     |
| 2024-2025             | Dijon FCO                  | National              | 26          | 0           | 0           | -               | -               | -               | -                 | -                 | -                 | 26    | 0     | 0     |
| 2025-2026             | Dijon FCO                  | National              | -           | -           | -           | -               | -               | -               | -                 | -                 | -                 | 0     | 0     | 0     |
| Sous-total            | Sous-total                 | Sous-total            | 26          | 0           | 0           | 0               | 0               | 0               | 0                 | 0                 | 0                 | 26    | 0     | 0     |
| Total sur la carrière | Total sur la carrière      | Total sur la carrière | 312         | 0           | 0           | 23              | 0               | 0               | 8                 | 0                 | 0                 | 343   | 0     | 0     |

## Palmarès

### En club
- Amiens SC
  - Vice-champion de National en 2011.
- Chamois niortais
  - Vice-champion de National en 2012.
- FC Metz
  - Champion de France de Ligue 2 en 2019.